# Тулунский район
Тулу́нский райо́н — административно-территориальное образование (район) и муниципальное образование (муниципальный район) в Иркутской области России.
Административный центр — город Тулун (в район не входит).

## География
Тулунский район расположен в западной части Иркутской области, граничит с Нижнеудинским, Братским, Куйтунским и Зиминским районами. Площадь территории — 13 561 км². Юг района занимают Тулгутуйский, Шитский, Окинский хребты Восточного Саяна, северную часть — Иркутско-Черемховская равнина.
Климат резко континентальный. Среднегодовая температура воздуха составляет -1,8…+3,5 °С, средняя температура января -20,5…-22,8 °С, июля +15,1…17,3 °С.

## История
Тулунский район образован 28 июня 1926 года, когда постановлением ВЦИК Иркутская губерния была упразднена и образованы три округа в составе Сибирского края. Тулунский округ был разделён на 7 районов, включая Тулунский.
В 1945 году часть территорий была передана вновь образованному Икейскому району.
В 1950-е годы в рамках постановления Совета Министров СССР от 17 января 1955 года «О наборе в Китайской Народной Республике рабочих для участия в коммунистическом строительстве и трудового обучения в СССР» на предприятиях и стройках района работали китайские рабочие.
15 июля 1953 года к Тулунскому району был присоединён Икейский район, а 17 апреля 1959 года присоединён Тангуйский район.

## Население
| 2002    | 2009    | 2010    | 2011    | 2012    | 2013    | 2014    |
| ------- | ------- | ------- | ------- | ------- | ------- | ------- |
| 29 495  | ↘27 971 | ↘27 285 | ↘27 196 | ↘26 866 | ↘26 603 | ↘26 293 |
| 2015    | 2016    | 2017    | 2021    |         |         |         |
| ↘26 073 | ↘25 804 | ↘25 535 | ↘19 779 |         |         |         |

## Административно-муниципальное устройство
В Тулунском районе 85 населённых пунктов в составе 24 сельских поселений:
| №  | Сельские поселения                        | Административный центр                                     | Количество населённых пунктов | Население | Площадь, км2 |
| -- | ----------------------------------------- | ---------------------------------------------------------- | ----------------------------- | --------- | ------------ |
| 1  | Азейское муниципальное образование        | село Азей                                                  | 2                             | ↘659      | 120,81       |
| 2  | Алгатуйское муниципальное образование     | село Алгатуй                                               | 1                             | ↘1210     | 311,67       |
| 3  | Аршанское муниципальное образование       | посёлок Аршан                                              | 1                             | ↘278      | 2038,87      |
| 4  | Афанасьевское муниципальное образование   | деревня Афанасьева                                         | 3                             | ↗1118     | 133,61       |
| 5  | Будаговское муниципальное образование     | село Будагово                                              | 7                             | ↘1789     | 850,94       |
| 6  | Бурхунское муниципальное образование      | село Бурхун                                                | 3                             | ↘766      | 292,17       |
| 7  | Владимирское муниципальное образование    | деревня Владимировка                                       | 5                             | ↘808      | 222,08       |
| 8  | Гадалейское муниципальное образование     | село Гадалей                                               | 4                             | ↘1413     | 355,75       |
| 9  | Гуранское муниципальное образование       | село Гуран                                                 | 5                             | ↘1713     | 261,99       |
| 10 | Евдокимовское муниципальное образование   | село Бадар                                                 | 6                             | ↘1483     | 336,31       |
| 11 | Едогонское муниципальное образование      | село Едогон                                                | 3                             | ↘1043     | 488,49       |
| 12 | Икейское муниципальное образование        | село Икей                                                  | 5                             | ↘1385     | 266,81       |
| 13 | Ишидейское муниципальное образование      | посёлок Ишидей                                             | 1                             | ↘345      | 592,31       |
| 14 | Кирейское муниципальное образование       | село Уйгат                                                 | 3                             | ↘386      | 4025,65      |
| 15 | Котикское муниципальное образование       | село Котик                                                 | 5                             | ↘1701     | 113,31       |
| 16 | Мугунское муниципальное образование       | село Мугун                                                 | 4                             | ↘1192     | 246,74       |
| 17 | Нижнебурбукское муниципальное образование | деревня Нижний Бурбук                                      | 3                             | ↘498      | 370,58       |
| 18 | Октябрьское муниципальное образование     | посёлок Октябрьский-2                                      | 4                             | ↘322      | 73,17        |
| 19 | Перфиловское муниципальное образование    | село Перфилово                                             | 5                             | ↗1241     | 231,22       |
| 20 | Писаревское муниципальное образование     | посёлок 4-е Отделение Государственной Селекционной Станции | 5                             | ↘2347     | 239,56       |
| 21 | Сибирякское муниципальное образование     | посёлок Сибиряк                                            | 2                             | ↘598      | 704,70       |
| 22 | Умыганское муниципальное образование      | село Умыган                                                | 1                             | ↗620      | 210,48       |
| 23 | Усть-Кульское муниципальное образование   | село Усть-Кульск                                           | 4                             | ↘415      | 509,18       |
| 24 | Шерагульское муниципальное образование    | село Шерагул                                               | 4                             | ↘2205     | 514,61       |

## Населённые пункты
| №  | Населённый пункт                                   | Тип                             | Население | Муниципальное образование                 |
| -- | -------------------------------------------------- | ------------------------------- | --------- | ----------------------------------------- |
| 1  | 1-е Отделение Государственной Селекционной Станции | посёлок                         | ↘214      | Писаревское муниципальное образование     |
| 2  | 4-е Отделение Государственной Селекционной Станции | посёлок                         | ↗883      | Писаревское муниципальное образование     |
| 3  | Аверьяновка                                        | деревня                         | ↗82       | Будаговское муниципальное образование     |
| 4  | Азей                                               | село                            | ↘666      | Азейское муниципальное образование        |
| 5  | Азей                                               | деревня                         | ↘120      | Гадалейское муниципальное образование     |
| 6  | Алгатуй                                            | село                            | ↘1210     | Алгатуйское муниципальное образование     |
| 7  | Александровка                                      | деревня                         | ↘14       | Бурхунское муниципальное образование      |
| 8  | Александровка                                      | деревня                         | →147      | Мугунское муниципальное образование       |
| 9  | Альбин                                             | деревня                         | ↗43       | Октябрьское муниципальное образование     |
| 10 | Ангуй                                              | деревня                         | ↘36       | Усть-Кульское муниципальное образование   |
| 11 | Ангуйский                                          | посёлок                         | ↗60       | Усть-Кульское муниципальное образование   |
| 12 | Андреевка                                          | деревня                         | ↘71       | Гуранское муниципальное образование       |
| 13 | Аршан                                              | посёлок                         | ↘278      | Аршанское муниципальное образование       |
| 14 | Афанасьева                                         | деревня                         | ↗489      | Афанасьевское муниципальное образование   |
| 15 | Бадар                                              | село                            | ↘608      | Евдокимовское муниципальное образование   |
| 16 | Большой Одер                                       | деревня                         | ↗32       | Нижнебурбукское муниципальное образование |
| 17 | Боробино                                           | деревня                         | →39       | Октябрьское муниципальное образование     |
| 18 | Будагово                                           | село                            | ↘1248     | Будаговское муниципальное образование     |
| 19 | Булюшкина                                          | деревня                         | ↘426      | Писаревское муниципальное образование     |
| 20 | Бурхун                                             | село                            | ↘568      | Бурхунское муниципальное образование      |
| 21 | Буслайка Ангуйская                                 | посёлок                         | →5        | Гуранское муниципальное образование       |
| 22 | Верхний Бурбук                                     | деревня                         | ↘84       | Нижнебурбукское муниципальное образование |
| 23 | Верхний Манут                                      | деревня                         | ↘4        | Перфиловское муниципальное образование    |
| 24 | Владимировка                                       | деревня                         | ↘594      | Владимирское муниципальное образование    |
| 25 | Вознесенск                                         | деревня                         | ↘40       | Владимирское муниципальное образование    |
| 26 | Гадалей                                            | село                            | ↘1082     | Гадалейское муниципальное образование     |
| 27 | Галдун                                             | село                            | ↗80       | Икейское муниципальное образование        |
| 28 | Гарбакарай                                         | деревня                         | ↗36       | Икейское муниципальное образование        |
| 29 | Гуран                                              | село                            | ↘1051     | Гуранское муниципальное образование       |
| 30 | Евдокимова                                         | деревня                         | ↘179      | Евдокимовское муниципальное образование   |
| 31 | Евдокимовский                                      | посёлок                         | ↘483      | Евдокимовское муниципальное образование   |
| 32 | Едогон                                             | село                            | ↘732      | Едогонское муниципальное образование      |
| 33 | Ермаки                                             | посёлок                         | →286      | Афанасьевское муниципальное образование   |
| 34 | Забор                                              | деревня                         | ↘101      | Евдокимовское муниципальное образование   |
| 35 | Заусаева                                           | деревня                         | ↘239      | Котикское муниципальное образование       |
| 36 | Изегол                                             | деревня                         | ↗299      | Едогонское муниципальное образование      |
| 37 | Икей                                               | село                            | ↘1190     | Икейское муниципальное образование        |
| 38 | Икейский                                           | посёлок                         | ↘211      | Икейское муниципальное образование        |
| 39 | Иннокентьевский                                    | посёлок                         | →140      | Писаревское муниципальное образование     |
| 40 | Ишидей                                             | посёлок                         | ↘345      | Ишидейское муниципальное образование      |
| 41 | Казакова                                           | деревня                         | ↘138      | Перфиловское муниципальное образование    |
| 42 | Килим                                              | деревня                         | ↘99       | Будаговское муниципальное образование     |
| 43 | Ключевой                                           | посёлок                         | ↘81       | Будаговское муниципальное образование     |
| 44 | Котик                                              | село                            | ↘1069     | Котикское муниципальное образование       |
| 45 | Красная Дубрава                                    | деревня                         | ↘84       | Котикское муниципальное образование       |
| 46 | Красноозерский                                     | участок                         | ↘53       | Евдокимовское муниципальное образование   |
| 47 | Красный Октябрь                                    | деревня                         | ↘174      | Евдокимовское муниципальное образование   |
| 48 | Кривуша                                            | деревня                         | →27       | Кирейское муниципальное образование       |
| 49 | Малый Утайчик                                      | деревня                         | →2        | Котикское муниципальное образование       |
| 50 | Мугун                                              | село                            | ↘806      | Мугунское муниципальное образование       |
| 51 | Нижний Бурбук                                      | деревня                         | ↘391      | Нижнебурбукское муниципальное образование |
| 52 | Нижний Манут                                       | деревня                         | ↘399      | Перфиловское муниципальное образование    |
| 53 | Никитаево                                          | село                            | ↗337      | Афанасьевское муниципальное образование   |
| 54 | Ниргит                                             | деревня                         | ↘100      | Гуранское муниципальное образование       |
| 55 | Новая Деревня                                      | деревня                         | ↘83       | Мугунское муниципальное образование       |
| 56 | Новотроицк                                         | деревня                         | ↘215      | Шерагульское муниципальное образование    |
| 57 | Нюра                                               | деревня                         | →29       | Азейское муниципальное образование        |
| 58 | Одон                                               | деревня                         | ↗204      | Владимирское муниципальное образование    |
| 59 | Октябрьский-1                                      | посёлок                         | ↘13       | Октябрьское муниципальное образование     |
| 60 | Октябрьский-2                                      | посёлок                         | ↘247      | Октябрьское муниципальное образование     |
| 61 | Паберега                                           | деревня                         | ↗250      | Бурхунское муниципальное образование      |
| 62 | Павловка                                           | деревня                         | ↘26       | Усть-Кульское муниципальное образование   |
| 63 | Перфилово                                          | село                            | ↘544      | Перфиловское муниципальное образование    |
| 64 | Петровск                                           | деревня                         | ↘202      | Перфиловское муниципальное образование    |
| 65 | Северный Кадуй                                     | деревня                         | ↗134      | Будаговское муниципальное образование     |
| 66 | Сибиряк                                            | посёлок                         | ↗621      | Сибирякское муниципальное образование     |
| 67 | Талхан                                             | деревня                         | →35       | Едогонское муниципальное образование      |
| 68 | Трактовая                                          | деревня                         | ↗173      | Шерагульское муниципальное образование    |
| 69 | Трактово-Курзан                                    | деревня                         | →192      | Будаговское муниципальное образование     |
| 70 | Уйгат                                              | село                            | ↘427      | Кирейское муниципальное образование       |
| 71 | Умыган                                             | село                            | ↗620      | Умыганское муниципальное образование      |
| 72 | Усть-Кульск                                        | село                            | ↘297      | Усть-Кульское муниципальное образование   |
| 73 | Утай                                               | посёлок                         | ↘467      | Котикское муниципальное образование       |
| 74 | Уталай                                             | деревня                         | ↘212      | Гадалейское муниципальное образование     |
| 75 | Хараманут                                          | деревня                         | ↘259      | Мугунское муниципальное образование       |
| 76 | Харантей                                           | деревня                         | ↗21       | Владимирское муниципальное образование    |
| 77 | Харгажин                                           | деревня                         | ↘68       | Гадалейское муниципальное образование     |
| 78 | Целинные Земли                                     | посёлок                         | ↘545      | Гуранское муниципальное образование       |
| 79 | Центральные Мастерские                             | посёлок                         | ↗724      | Писаревское муниципальное образование     |
| 80 | Шерагул                                            | село                            | →1223     | Шерагульское муниципальное образование    |
| 81 | Шуба                                               | посёлок железнодорожной станции | →738      | Шерагульское муниципальное образование    |
| 82 | Южный Кадуй                                        | деревня                         | →74       | Будаговское муниципальное образование     |

Упразднённые населённые пункты
- Баракшин
- Белая Зима
- Здравоозёрный
- Калярты
- Кирейская Заимка
- Крутой Ключ
- 1998 год — участок Гавань, посёлок Ёда,  деревни Ключи и Правый Гарьен, село Усть-Нюра.
- 2025 год — деревни Ингут, Козухум и Натка.

## Местное самоуправление
Председатели Думы
- до 2023 года - Владимир Владимирович Сидоренко
- с 2023 года - Михаил Сергеевич Шавель

Глава администрации
- Александр Юрьевич Тюков

## Экономика
Основными отраслями экономики Тулунского района являются промышленность и сельское хозяйство.

### Промышленность
Промышленность района представлена производством строительных материалов и угледобычей, которая занимает основное место в структуре промышленного производства.

### Сельское хозяйство
Значительную долю валового продукта района занимает продукция сельского хозяйства, что подтверждает аграрную специфику территории. Тулунский район является крупнейшей житницей Приангарья, район даёт 1/6 сельскохозяйственной продукции Иркутской области. В районе ведут сельскохозяйственную деятельность 50 крестьянских (фермерских) хозяйств и 5 сельскохозяйственных предприятий, два из которых (ЗАО «Монолит», ООО «Парижское») являются крупными товаропроизводителями, остальные относятся к малым предприятиям (СПК «Андреевский», ООО «Шубинское», ООО «Урожай»), число личных подсобных хозяйств — 9942. Также действуют 4 сельскохозяйственных потребительских кооператива.

### Транспорт
Через территорию района проходят Транссибирская железнодорожная магистраль, Московский тракт (федеральная автомагистраль «Сибирь») и автодорога Тулун — Братск.

## Социальная сфера
В Тулунском районе работают 84 общеобразовательных учреждения: 20 средних школ, 9 основных школ, 21 малокомплектных школ — филиалов средних школ, 2 начальных школы, 4 школы-детских сада, 28 дошкольных образовательных учреждений.
На территории района медицинскую помощь населению оказывают 5 участковых больниц, 1 врачебная амбулатория, 49 фельдшерско-акушерских пунктов.